# Lingua franca nova
 (septembre 2023).
 (février 2019).
Si vous disposez d'ouvrages ou d'articles de référence ou si vous connaissez des sites web de qualité traitant du thème abordé ici, merci de compléter l'article en donnant les références utiles à sa vérifiabilité et en les liant à la section « Notes et références ».
La lingua franca nova (prononcé  ['liŋɡwa 'fraŋka 'nova]), aussi appelée LFN ou elefen, est une langue construite créée par George Boeree de l'Université de Shippensburg en Pennsylvanie, et publiée en 1998. Elle est conçue comme une langue auxiliaire internationale romane, basant son vocabulaire sur le catalan, l'espagnol, l'italien, le portugais, et le français.
La lingua franca nova possède un vocabulaire totalement latin en dehors de termes déjà internationaux. Son orthographe est phonétique (en) et s'écrit à l'aide de 22 lettres de l'alphabet latin (un alphabet cyrillique était co-officiel jusqu'en 2021). Sa grammaire créole s’inspire des créole latins.

## Histoire
C. George Boeree (décédé le 5 janvier 2021) avait commencé à y travailler en 1965,. Son but était de créer une langue internationale simple et semblable aux créoles. Il avait pour inspiration la lingua franca, un sabir utilisé autour de la Méditerranée du 11e au 18e siècle par les marchands et navigateurs européens en tant que langue véhiculaire, et d'autres créoles, comme le papiamento ou le créole haïtien. Il utilisa cinq langues romanes, le catalan, l'espagnol, l'italien, le portugais et le français en tant que sources de vocabulaire.
L'elefen fait son apparition sur Internet en 1998. Un groupe Yahoo! est initié en 2002 par Bjorn Madsen.
Stefan Fisahn crée un wiki consacré à la langue en 2005 (voir ci-dessous). Le wiki se déplace sur Wikia, avant d'être hébergé sur le site officiel en 2019. Des présentations et d'autres textes sont disponibles en 12 langues. On y trouve aussi plusieurs dictionnaires, un tutoriel, des textes (traductions et textes originaux).
En 2007, Igor Vasiljevic crée un groupe Facebook group, qui compte maintenant plus de 700 membres.
En janvier 2008, la langue reçoit une désignation ISO 639-3 ("lfn") de la SIL.
En 2014, un nouveau site officiel est lancé sur le domaine "elefen.org".
Le 15 mai 2020 en ligne et le 10 mai 2021 en version papier, le premier ouvrage littéraire en elefen fut publié: La xerca per Pahoa, par Vicente Costalago.

## Phonologie et orthographe

### Voyelles
La Lingua Franca Nova a cinq voyelles, comme l'espagnol et l'hébreu moderne.
|           | Antérieures | Postérieures |
| --------- | ----------- | ------------ |
| Fermées   | [i]         | [u]          |
| Mi-fermée | [e]         | [o]          |
| Ouverte   | [a]         | [a]          |

1. ↑  peut aussi être prononcé [ɛ] ou [eɪ]
2. ↑  peut aussi être prononcé [ɔ], [oʊ], ou [əʊ]
3. ↑  peut aussi être prononcé [ɑ]

### Consonnes
|           | Labiale | Labiale | Alvéolaire | Alvéolaire | Pal.-alv. | Pal.-alv. | Vélaire/ glottale | Vélaire/ glottale |
| --------- | ------- | ------- | ---------- | ---------- | --------- | --------- | ----------------- | ----------------- |
| Nasale    | [m]     | [m]     | [n]        | [n]        |           |           |                   |                   |
| Occlusive | [p]     | [b]     | [t]        | [d]        |           |           | [k]               | [g]               |
| Fricative | [f]     | [v]     | [s]        | [z]        | [ ʃ ]     | [ ʒ]      | ([h])             | ([h])             |
| Spirantes |         |         | [l]        | [l]        | [ j]      | [ j]      | [w]               | [w]               |
| Roulée    |         |         | [r]        | [r]        |           |           |                   |                   |

1. ↑  peut aussi être prononcé [ts]
2. ↑  peut aussi être prononcé [tʃ ]
3. ↑  peut aussi être prononcé [dʒ]
4. ↑  peut aussi être silencieuse
5. ↑  d'autres sons rhotiques ([ʁ],[ɹ],etc.) sont acceptés

### Écriture
Voici la prononciation des lettres lingua franca nova en API.
| Latin                   | a   | b   | c   | d   | e   | f   | g   | h   | i        | j   | l   | m   | n        | o   | p   | r   | s   | t   | u        | v   | x   | z   |
| API                     | [a] | [b] | [k] | [d] | [e] | [f] | [ɡ] | [h] | [i], [j] | [ʒ] | [l] | [m] | [n], [ŋ] | [o] | [p] | [r] | [s] | [t] | [u], [w] | [v] | [ʃ] | [z] |
| Noms des lettres en LFN | a   | be  | ce  | de  | e   | ef  | ge  | hax | i        | je  | el  | em  | en       | o   | pe  | er  | es  | te  | u        | ve  | ex  | ze  |

Les voyelles elefen (a, e, i, o et u) sont prononcées comme en espagnol (c'est-à-dire approximativement comme a, é, i, o et ou en français). La plupart des consonnes sont prononcées comme en français, à part le c et le g qui sont toujours durs, r qui est roulé comme en espagnol, et x qui est prononcé comme le ch français.
Les diphthongues sont ai [ai], au [au], eu [eu], and oi [oi] (approximativement comme dans païen, saoudi, Séoul et oïl).
Les lettres i et u sont utilisées en tant que as semi-voyelles ([j] et [w]) au début d'un mot avant une voyelle (par exemple ioga), entre des voyelles (par exemple joia), dans li et ni (pas dans la première syllabe d'un mot) entre des voyelles (par exemple folia), et dans cu et gu avant une voyelle (par exemple acua). La lettre n se prononce [ŋ] avantg (e.g. longa) et c (par exemple ance), et dans -ng à la fin d'une syllabe (par exemple bumerang).
Bien que l’accent tonique soit non phonémique en LFN, la plupart des mots sont accentués sur la voyelle ou la diphtongue qui précède la dernière consonne (par exemple : casa, abeon, baia). Les mots sans voyelle avant la dernière consonne sont accentués sur la première voyelle (par exemple : tio). Les mots se terminant par une diphtongue sont accentués sur la diphtongue (par exemple : cacau). Ceux se terminant par les doubles voyelles ae, ao, ea, eo, oa, oe ou ui sont accentués sur la première de ces voyelles (par exemple : idea). L’ajout de -s ou -es pour les noms pluriels ne modifie pas l’accent tonique.
Le phonème /h/ est très marginal et peut être silencieux.
Les lettres k, q, w, et y (ka, qua, wa et ya) peuvent être utilisées pour des mots venant d'autres langues.

## Grammaire

### Nom
Les rôles des noms sont indiqués par l'ordre des mots et par des prépositions. Il n'y a pas de cas.
Les noms suivent souvent des déterminants. Les noms pluriels sont formés par le suffixe -s pour les noms finis par une voyelle -es pour les noms finis par une consonne. L'affecte pas l'intonation:
- casa > casas — maison > maisons
- fem > femes — femme > femmes

Des noms massiques (en) incluent des liquides, poudres, et substances, tels que acua (eau), arena (sable), et lenio (bois). Ils ne nécessitent normalement pas de déterminants ni de pluriel. Cependant, on peut les ajouter pour indiquer des exemples spécifiques ou différents types :
- la acua — l’eau (par exemple dans un verre)
- lenios — bois (par exemple diverses sortes)

Le genre n’est généralement pas indiqué. Si nécessaire, les noms peuvent être suivis de mas (mâle) ou fema (femelle) :
- un cavalo mas /  un cavalo fema — un étalon / une jument

Quelques termes désignant les membres de la famille ou des rôles traditionnels montrent une distinction de genre. Par exemple :
- madre / padre — mère / père
- fio / fia — fils / fille
- prinse / prinsesa — prince / princesse

Un nom peut être transformé en un nom abstrait par l’ajout de -ia (-ité, -té, -ence). Ainsi madre (mère) devient madria (maternité).
L'apposition — l’usage d’un nom pour en modifier un autre — est principalement limité aux noms propres et aux titres :
- san Josef — Saint Joseph
- mea sore Maria — ma sœur Marie

### Verbes
Les verbes sont invariables, et le verbe seul représente le temps du présent et l'infinitif. Les autres temps sont indiqués par des particules:
| temps        | particule | exemple    | traduction |
| ------------ | --------- | ---------- | ---------- |
| présent      | -         | me vade    | Je vais    |
| passé        | ia        | me ia vade | J'allai    |
| futur        | va        | me va vade | J'irai     |
| conditionnel | ta        | me ta vade | J'irais    |

D'autres adverbes et verbes auxiliaires permettent de préciser les temps et modes verbaux.
Tous les verbes peuvent avoir le sens d'un nom, ce qui correspond à l'infinitif. Par exemple, Vide es bon signifie « Voir est bon ».
Un verbe peut aussi être utilisé tel quel comme nom. Par exemple, dansa, est un verbe signifiant « danser », mais ce mot peut aussi vouloir dire « danse ». Exemple : Me ia dansa a la dansa signifie « J'ai dansé à la danse ».
Pour finir, un verbe peut être transformé en adjectif, c'est-à-dire en participe : le participe présent se forme par l'ajout de -nte au verbe. Par exemple, come (« manger ») devient comente (« mangeant »). Le participe passé se forme par l'ajout de -da. Par exemple, come devient comeda (« mangé »).

### Substantifs
Pour former le pluriel d'un substantif, on y ajoute -s s'il finit par une voyelle, ou -es s'il finit par une consonne. Il n'y a pas de cas, pas même pour les pronoms.

### Pronoms
Les pronoms personnels sont invariables.
| Me - je, moi Tu - tu, toi El - il, elle, lui (être animé) Lo - il, elle (chose ou concept) On - on | Nos - nous Vos - vous Los - ils, elles, leur |
Les pronoms ne se déclinent pas en fonction du cas.
Il y a un pronom réfléchi à la troisième personne : se.
Les déterminants possessifs sont mea, tua, nosa, vosa, et sua (pour tous les pronoms à la troisième personne).

### Adjectifs
Contrairement aux langues romanes, l'elefen n'accorde pas les adjectifs, ni en genre ni en nombre.
Tout comme les verbes, ceux-ci peuvent être utilisés comme substantifs. Par exemple, bela signifie « beau », mais la bela signifie « le bel homme » ou « la belle » (il ne signifie pas « la beauté », qui se dit belia).

### Adverbes
L'elefen n'a pas d'adverbes proprement dits. Tout adjectif peut être utilisé adverbialement (comme en allemand), en le plaçant après le verbe ou avant l'adjectif (voir Ordre des mots ci-dessous).

### Ordre des mots
L'ordre des mots en elefen est strict. Il est en cas général :
- groupe nominal sujet – groupe verbal ( – groupe nominal objet)

Un groupe nominal se construit dans l'ordre :
- (particule (i.e. article, possessif, etc.) –) nom (– adjectif)

Un groupe verbal se construit dans l'ordre :
- (auxiliaire –) verbe (– adverbe)

Il y a aussi des groupes nominaux prépositionnels, construits dans l'ordre :
- préposition – groupe nominal

## Déterminants
En elefen, le déterminant précède le nom qu'il modifie. Il y a deux articles : la (le/la/les) et un (un/une). Ils peuvent s'utiliser ainsi:
- la om, un fem, la enfantes, e canes — l'homme, une femme, les enfants et des chiens

D'autres mots fonctionnent d'une manière similaire :
| tota — tout ambos — les deux esta — ceci, ces acel — cela, ceux-là cada — chaque cualce — n’importe lequel, quel qu’il soit alga — quelques, plusieurs, un peu no — non, zéro | multe — beaucoup poca — peu plu — plus min — moins otra — autre mesma — même tal — tel |

## Vocabulaire

### Sources du lexique
Le lexique de la Lingua Franca Nova est principalement fondé sur les langues italo-romanes et romanes occidentales : français, italien, portugais, espagnol et catalan.
La Lingua Franca Nova ne dérive pas la forme des mots de manière strictement logique, mais les créateurs du lexique prennent aussi en compte l’euphonie et d’autres facteurs subjectifs. En général, si un mot est similaire dans la plupart des langues sources, il est adopté.
En général, la Lingua Franca Nova privilégie la prononciation à l’orthographe.
Lorsque les langues sources partagent un mot d’origine latine, mais qu’elles le modifient de différentes manières, la Lingua Franca Nova préfère la variante la plus ancienne, c’est-à-dire une forme proche du latin. Par exemple :
| Français | Latin  | Italien | Espagnol | Portugais | Catalan | LFN   |
| -------- | ------ | ------- | -------- | --------- | ------- | ----- |
| plein    | pleno  | pieno   | lleno    | pleno     | ple     | plen  |
| clef     | clave  | chiave  | llave    | chave     | clau    | clave |
| flamme   | flamma | fiamma  | llama    | chama     | flama   | flama |

Mais lorsque la forme latine ne correspond pas aux règles phonotactiques de la Lingua Franca Nova, son orthographe est adaptée (de manière similaire aux langues modernes, notamment l’italien) :
| Français | Latin | Italien | Espagnol | Portugais | Catalan | LFN  |
| -------- | ----- | ------- | -------- | --------- | ------- | ---- |
| lait     | lacte | latte   | leche    | leite     | llet    | lete |
| lit      | lecto | letto   | lecho    | leito     | llit    | leto |
| nuit     | nocte | notte   | noche    | noite     | nit     | note |

Le lexique de la Lingua Franca Nova peut accepter des mots étrangers ayant une importance internationale (par exemple les noms des nations modernes, des langues principales, des mers et d'autres entités géographiques internationales, ou des entités importantes des différentes cultures du monde). En général, les mots sont transcrits phonétiquement et non orthographiquement (par exemple, la lettre c devient s si la langue source la prononce comme une sibilante, tx dans les mots empruntés à l’italien). De nombreuses exceptions sont possibles, notamment lorsque la prononciation est incertaine ; dans ce cas, l’orthographe est préférée (par exemple, le mot "English" est transcrit engles et non *inglix afin de conserver une forme plus reconnaissable).

## Affixes
L'elefen possède un petit nombre d’affixes réguliers qui aident à créer de nouveaux mots.
Trois suffixes qui créent des noms sont -or, -ador, et -eria, qui désignent respectivement une personne, un appareil, et un lieu. Ils peuvent être ajoutés à n’importe quel nom, adjectif ou verbe. Par exemple :
- carne (viande) + -or > carnor (boucher)
- lava + -ador > lavador (machine à laver)
- flor + -eria > floreria (fleuriste)

Un autre suffixe est -i, qui, ajouté à un adjectif ou à certains noms, signifie « devenir » ou « faire devenir ». Il est aussi utilisé avec des noms d’outils, de machines ou de fournitures avec le sens « utiliser ». Par exemple :
- calda (chaud) + -i > caldi (chauffer)
- telefon (téléphone) + -i > telefoni (téléphoner)

Deux autres suffixes sont -eta, qui forme une forme diminutive de quelque chose, et -on, qui forme une forme augmentative. (Ce ne sont pas simplement des synonymes de petite ou grande taille ou intensité, mais des affixes productifs qui créent du nouveau vocabulaire.) Par exemple :
- bove (vache, bovin) + -eta > boveta (veau)
- tela (tissu) + -on > telon (drap, nappe)

Il existe aussi trois suffixes qui transforment des noms en adjectifs : -al signifie « relatif à... », -in signifie « semblable à... », -osa signifie « plein de... ». Par exemple :
- nasion (nation) + -al > nasional (national)
- serpente (serpent) + -in > serpentin (serpentin)
- mofo (moisissure) + -osa > mofosa (moisi)

D’autres suffixes incluent -able (-able), -isme (-isme), et -iste (-iste).
Il existe aussi plusieurs préfixes. Non- signifie ne pas, re- signifie de nouveau ou dans le sens opposé, et des- signifie annuler ou défaire. Par exemple :
- non- + felis (heureux) > nonfelis (malheureux)
- re- + pone (placer) > repone (remplacer)
- des- + infeta (infecter) > desinfeta (désinfecter)

D’autres préfixes incluent pos- (post-), pre- (pré-), supra- (super-), su- (sub-), media- (milieu-), vis- (vice-), inter- (inter-), et auto- (auto-, soi-même)
Les mots composés formés d’un verbe suivi d’un objet créent des noms :
- porta (porter) + candela (bougie) > portacandela (chandelier)
- pasa (passer) + tempo (temps) > pasatempo (passe-temps)
- para (arrêter) + pluve (pluie) > parapluve (parapluie)

Deux noms sont rarement directement liés, mais sont plutôt connectés par de ou d’autres prépositions :
- avia de mar – oiseau marin
- casa per avias – nichoir
- xef de polisia – chef de police

## Symboles

### Drapeau

Drapeau de la Lingua Franca Nova.

Le drapeau de la Lingua Franca Nova, conçu en 2004 par Stefan Fisahn et Beate Hornung, est le principal symbole de la Lingua Franca Nova et des Élèfénistes.
Le drapeau est composé de cinq bandes colorées (bleu, vert, jaune, orange et rouge) partant de l’angle inférieur gauche et s’étendant jusqu’aux bords supérieur et droit.
Il est similaire au drapeau des Seychelles, un pays qui a adopté le créole seychellois comme langue officielle, mais utilise les couleurs de l’arc-en-ciel symbolisant la paix. Sa forme est censée évoquer le lever du soleil.

## Littérature
Le premier roman original publié en Lingua Franca Nova était La xerca per Pahoa, écrit par Vicente Costalago (eo) et publié en 2020 sur Internet et en 2021 en version papier. Le deuxième roman original publié était La marcia nonconoseda, écrit par Vicente Costalago et publié en 2022 sur Internet et en version papier.
Voici la liste des traductions d'œuvres littéraires majeures en Lingua Franca Nova:
- Colinas como elefantes blanca (Paradis perdu), de Ernest Hemingway
- Bocragonia (Jabberwocky), de Lewis Carroll
- Demandas de un laboror lejente (Svendborger Gedichte), de Bertolt Brecht
- La cade de la Casa de Usor (La Chute de la maison Usher), de Edgar Allan Poe
- La jigante egoiste (Le Géant égoïste), de Oscar Wilde
- La prinse peti (Le Petit Prince), de Antoine de Saint-Exupéry
- Alisia en la pais de mervelias (Alice au pays des merveilles), de Lewis Carroll
- Un canta de natal (Un chant de Noël), de Charles Dickens
- La esense e futur de la idea de un lingua internasional (Essence et avenir de l’idée d’une langue internationale (eo)), de L. L. Zamenhof
- Leteras de la tera (Lettres de la Terre (en)), de Mark Twain
- La grilo (Le Grillon), de Jean-Pierre Claris de Florian
- La alia de capeles roja (La Ligue des rouquins), de Arthur Conan Doyle
- Tra la miror (De l'autre côté du miroir), de Lewis Carroll
- Re Lear (Le Roi Lear), de William Shakespeare
- Un studia en scarlata (Une étude en rouge), de Arthur Conan Doyle
- Frate peti (Little Brother (en)), de Cory Doctorow
- Wini-la-Pu (Winnie l'ourson), de A. A. Milne
- La inventa de Morel (L'Invention de Morel), de Adolfo Bioy Casares
- La viajor sur la tera (Le Voyageur sur la Terre), de Julien Green
- La can de la Baskerville (Le Chien des Baskerville), d'Arthur Conan Doyle

## Exemples
| Lingua franca nova es desiniada per es un lingua vera simple, coerente, e fasil aprendeda, per comunica internasional. Lo ave cualias estrema bon:          | Lingua franca nova a été conçue pour être une langue de communication internationale, particulièrement simple, cohérente, et facile à apprendre. Elle a des qualités extrêmement positives : |
| - Lo ave un numero limitada de fonemes. Lo sona simila a italian o espaniol.                                                                                | - Elle a un nombre limité de phonèmes. Elle ressemble à l’italien ou à l’espagnol. |
| - Lo es scriveda como lo sona. No enfante debe pasa multe anios per studia noncoeres.                                                                       | - Elle est écrite comme elle sonne (se prononce). Aucun enfant ne doit passer des années à étudier des irrégularités.                                                                        |
| - Lo ave un gramatica vera simple e coerente. Lo es min complicada en esta caso ca engles o indonesian.                                                     | - Elle a une grammaire vraiment simple et régulière. Elle est moins compliquée à cet égard que l’anglais ou l’indonésien.                                                                    |
| - Lo ave un grupo limitada e tota coerente de afisas produinte parolas nova.                                                                                | - Elle a un ensemble limité et complètement régulier d'affixes produisant des mots (par dérivation courante).                                                                                |
| - Lo ave regulas de la ordina de parolas bon definida, como multe linguas major.                                                                            | - Elle a des règles bien définies donnant l'ordre des mots conformément à de nombreuses langues très usitées.                                                                                |
| - Lo ave un lista de parolas fundada en la linguas romanica, moderne. Esta linguas es comun e influente, e ia contribui a la parte major de parolas engles. | - Elle a une liste de mots conçus à partir des langues romanes modernes. Ces langues sont communes et influentes, et ont contribué à la plupart des mots anglais.                            |
| - Lo es desiniada per aseta natural parolas tecnical de latina e elenica, la « norma de mundo » per fato.                                                   | - Elle est conçue pour accepter naturellement les mots techniques provenant du latin et du grec, ce qui est d’ailleurs une pratique mondiale.                                                |
| - Lo es desiniada per apare plu « natural » per los ci comprende la linguas romanica, ma no min fasil per la otras.                                         | - Elle est conçue pour paraître naturelle à ceux qui parlent des langues romanes, sans être difficile aux autres.                                                                            |

Extrait du site officiel de la LFN.